# Covered, A Revolution in Sound
Covered, A Revolution in Sound è un album di tributo prodotto e pubblicato da Warner Bros. Records per commemorare il proprio 50º anniversario come etichetta discografica. L'album consiste in alcuni dei più grandi successi di artisti passati e contemporanei suonati da altri artisti sotto contratto con l'etichetta.

## Tracce
1. Just Got Paid – 3:35
2. Her Eyes Are a Blue Million Miles – 3:46
3. A Case of You – 4:17
4. Here Comes a Regular – 5:07
5. More Than This – 3:02
6. Into the Mystic – 3:44
7. Like a Hurricane – 4:54
8. You Wreck Me – 2:57
9. Burning Down the House – 3:40
10. Midlife Crisis – 4:04
11. Paranoid – 2:44
12. Borderline – 5:56